# Banco (Française des Jeux)
Pour les articles homonymes, voir Banco.
Banco est un jeu de grattage de la Française des Jeux. C’est le plus ancien jeu de la Française des Jeux : il est apparu le 30 mai 1990 et était vendu 5 F. Depuis le passage à l’euro, le ticket est à 1 €. Le jeu fait partie de la gamme de jeux à gratter Illiko et est disponible sur Internet.

## Principe
Après avoir acheté un ticket, il suffit de gratter deux cases ; la somme alors indiquée dans chacune des cases est gagnée par le joueur. Pour les tickets achetés dans un point de vente, le mode de retrait du gain dépend de la somme remportée :
- si elle est inférieure ou égale à 200 €, le gagnant peut obtenir son gain en liquide auprès d’un point de vente ;
- si elle est comprise entre 200 € et 5 000 €, un paiement par virement bancaire est possible dans certains points de vente uniquement ;
- dans tous les autres cas, le gagnant doit se présenter dans un bureau de la Française des Jeux.

## Probabilité de gains
Pour 6 000 000 tickets ou 1 567 587 tickets à gratter où le gain est supérieur à 1 €.
| Nombre de lots | Montant des lots |
| -------------- | ---------------- |
| 3              | 5 000 €          |
| 80             | 200 €            |
| 120 000        | 10 €             |
| 150 000        | 5 €              |
| 591 496        | 2 €              |
| 706 008        | 1 €              |
| 4 432 413      | 0 €              |

Il y a une chance sur 3,82 de remporter un gain et 71 % des mises sont redistribuées aux joueurs.